# Quận Lancaster, Nebraska
Quận Lancaster là một quận thuộc tiểu bang Nebraska, Hoa Kỳ.
Theo điều tra dân số của Cục điều tra dân số Hoa Kỳ năm 2010, quận có dân số người 285.407. Quận lỵ đóng ở Lincoln.

## Địa lý
Theo Cục điều tra dân số Hoa Kỳ, quận có diện tích 2190 km2, trong đó có 23 km2 là diện tích mặt nước.